# Joan Jett
Joan Jett, (rođ. Joan Marie Larkin, 22. rujna 1958., Philadelphia, Pennsylvania),  američka je rock pjevačica, gitaristica, i glumica. Postaje poznata sredinom 1970-ih zajedno s rock sastavom The Runaways. Jett je zajedno s The Blackhearts 2015. izabrana u Rock and Roll Hall of Fame.

## Životopis
Joan Jett rođena je u Philadelphiji ali kasnije seli u Hollywood u Los Angelesu. U dobi od 13 godina dobila je prvu gitaru. Kao tinejdžerica privlačila je pozornost kao gitaristica, glavni pisac pjesama i pjevačica sastava The Runaways, jednom pred-punkovskom/hard rock sastavu kojeg su sačinjavale samo tinejdžerice. Imale su uspješnicu Cherry Bomb.
Kada je prijašnja spisateljica tekstova, Cherie Currie, napustila sastav Joan Jett preuzima ulogu frontmana i pisca tekstova. Sastav je bio popularniju u Japanu nego u SAD-u. 
Osim Jett i Cherie Currie, sastav su tijekom godina činile Lita Ford (gitara, vokal), Sandy West (bubnjevi, vokal, preminula od raka pluća 21. listopada 2006.), Michael Steele (vokal, bas gitara), Peggy Foster (bas gitara), Jackie Fox (bas gitara), Vicki Blue (bas gitara), Laurie McAllister (bas gitara).
Kada se sastav The Runaways raspao 1979., Jett je bila producent albuma sastava The Germs iz Los Angelesa, a kasnije započinje solo karijeru. Napravila je veliki broj hitova među kojima su najpoznatiji "Bad Reputation", (s istoimenog albuma) "I Hate Myself For Loving You", "Do You Wanna Touch Me" i "I Love Rock 'N' Roll" s njenim sastavom Joan Jett and the Blackhearts.
U filmu The Runaways iz 2010. Jett je glumila Kristen Stewart, koja je kao i Jett bila vegetarijanka.

## Vanjske poveznice
- Službene stranice
- Joan Jett u internetskoj bazi filmova IMDb-u (engl.)